# 白穆
白穆（1920年—2012年4月26日），男，祖籍浙江宁波，生于天津，中国电影演员，上海电影制片厂演员，中国电影金凤凰奖特别荣誉奖得主。曾任中国电影家协会理事。